# Lamprocopa
Lamprocopa es un género de insecto coleóptero de la familia Chrysomelidae.

## Especies
Las especies de este género son:
- Lamprocopa antennata (Weise, 1903)
- Lamprocopa delata (Erichson, 1843)
- Lamprocopa femoralis (Laboissiere, 1929)
- Lamprocopa kunowi (Weise, 1892)
- Lamprocopa nigripennis (Laboissiere, 1921)
- Lamprocopa occidentalis (Weise, 1895)
- Lamprocopa orientalis (Weise, 1903)
- Lamprocopa praecox (Klug, 1833)
- Lamprocopa rothschildi (Laboissiere, 1920)
- Lamprocopa seabrai (Gomez Alves, 1951)